# 悪魔のささやき〜そして、心に火を灯す旅〜
『悪魔のささやき〜そして、心に火を灯す旅〜』（あくまのささやき そして、こころにひをともすたび）は、エレファントカシマシの20枚目のオリジナル・アルバム。2010年11月17日にユニバーサルシグマ/A&Mから発売。

## 概要
前作『昇れる太陽』以来1年7ヶ月ぶりのオリジナル・アルバムとなる本作は、蔦谷好位置が全面的に参加している。

## リリース形態
本作は初回限定盤2種と通常盤の3形態でのリリース。初回限定盤は2種ともにDVD付2枚組で、初回盤Aには、2010年8月9日にCOTTON CLUBにて行われたスペシャルライブを完全収録、またライブのリハーサル風景・ドキュメント映像と、「明日への記憶」のMusic Videoが収録されている。初回盤Bには前述のスペシャルライブのダイジェスト映像と、「明日への記憶」「いつか見た夢を」「彼女は買い物の帰り道」の3曲のミュージックビデオが収録されている。
3形態ともそれぞれジャケットが異なる。
一時期通常盤も含めた全ての形態において事実上の廃盤（デジタル・ダウンロードは除く）となっていたが、現在は通常盤の流通が再開している。

## 収録曲

### CD
全作詞・作曲：宮本浩次
1. moonlight magic (4:03)
  - 編曲：宮本浩次・蔦谷好位置
2. 脱コミュニケーション (3:26)
  - 編曲：宮本浩次
3. 明日への記憶 (6:17)
  - 編曲：エレファントカシマシ・蔦谷好位置
  - 弦編曲：蔦谷好位置
4. 九月の雨 (4:32)
  - 編曲：宮本浩次
5. 旅 (3:33)
  - 編曲：エレファントカシマシ・蔦谷好位置
6. 彼女は買い物の帰り道 (4:14)
  - 編曲：エレファントカシマシ・蔦谷好位置
  - 弦編曲：蔦谷好位置・宮本浩次
    - Music Videoに麻生久美子が出演。
7. 歩く男 (5:11)
  - 編曲：宮本浩次
    - シングル「明日への記憶」カップリング曲。
8. いつか見た夢を (4:03)
  - 編曲：エレファントカシマシ・蔦谷好位置
9. 赤き空よ! (5:04)
  - 編曲：宮本浩次・蔦谷好位置
    - シングル「幸せよ、この指にとまれ」カップリング曲。
10. 夜の道 (3:45)
11. 幸せよ、この指にとまれ (4:38)
  - 作曲・編曲：宮本浩次・蔦谷好位置
12. 朝 (0:39)
  - 宮本、石森、エンジニアの中原正幸、蔦谷の4人によるインタールード。
  - 次曲と繋がっている。
13. 悪魔メフィスト (3:08)
  - 編曲：宮本浩次

### 初回盤A DVD
1. エレファントカシマシ スペシャルライブ 2010年8月9日（月）in COTTON CLUB
  1. 夢を見ようぜ
  2. 悲しみの果て
  3. 太陽ギラギラ
  4. もしも願いが叶うなら
  5. 明日への記憶
  6. 笑顔の未来へ
  7. 珍奇男
  8. 歩く男
  9. いつか見た夢を
  10. イージー
  11. FLYER
  12. ファイティングマン
2. 「明日への記憶」Music Video
3. Another side of エレファントカシマシ in COTTON CLUB（リハーサル&ドキュメント映像）

### 初回盤B DVD
1. Digest of エレファントカシマシ スペシャルライブ 2010年8月9日（月）in COTTON CLUB
2. 「明日への記憶」Music Video
3. 「いつか見た夢を」Music Video
4. 「彼女は買い物の帰り道」Music Video